# اندی آرنوت
اندی آرنوت (انگلیسی: Andy Arnott؛ زادهٔ ۱۸ اکتبر ۱۹۷۳) بازیکن فوتبال اهل بریتانیا است.
از باشگاه‌هایی که در آن بازی کرده‌است می‌توان به باشگاه فوتبال دوور اتلتیک، باشگاه فوتبال فولام، باشگاه فوتبال کولچستر یونایتد، باشگاه فوتبال گیلینگام، باشگاه فوتبال ولینگ یونایتد، باشگاه فوتبال استیونج، باشگاه فوتبال منچستر یونایتد، باشگاه فوتبال برایتون اند هوو آلبیون، باشگاه فوتبال اشفورد یونایتد، و باشگاه فوتبال لیتون اورینت اشاره کرد.